# École secondaire du Sacré-Cœur (Sudbury)
L'école secondaire du Sacré-Cœur est un des quatre établissements secondaires francophones et catholiques de la région de Grand Sudbury en Ontario au Canada.

## Histoire
Les origines de l'école remontent à 1913, lorsque les Jésuites ouvrirent le Collège du Sacré Cœur de Sudbury. L'établissement était alors exclusivement réservé aux garçons. En 1957, le Collège devint l'université de Sudbury. 
En aval de la colline, le Collège du Sacré-Cœur connaît aussi une hausse d’inscriptions, ce qui le pousse à construire une annexe en 1953. Le programme qui y est enseigné ressemble de plus en plus à celui des high schools, mais il maintient des éléments du programme classique : étude du latin et du grec, piété, catéchisme, discipline, apprentissage rigoureux du français et de l’anglais, enseignement de la littérature française et de l’histoire du Canada français, émulation, culture de débats, etc.. Même s’ils viennent de familles modestes, de nombreux diplômés deviennent des chefs de file dans leur domaine – l’évêque Roger Despatie, l’éditeur Camille Lemieux, le dramaturge André Paiement, le chanteur Robert Paquette et l’animateur Denis St-Jules comptent parmi les exemples. Or, la proportion de diplômés qui entrent en religion chute à des nombres dérisoires, réalité qui force l’embauche d’un nombre grandissant de laïcs salariés au Collège. De plus, la fondation de l’Université de Sudbury en 1957, qui détache le baccalauréat du programme collégial, diminue les revenus venant des pensionnaires. À cela s’ajoutent le vieillissement des installations du Collège et la concurrence de la Sudbury High School, qui inaugure des cours en sciences humaines en français en 1965. Le Collège, au bord du gouffre financier, ferme en juin 1967. La majorité des écoles secondaires franco-ontariennes privées connaissent un sort semblable.
De 1967 à 1977, ses bâtiments servirent à l'un des trois campus du Cambrian College.
Le Collège du Sacré-Coeur rouvre brièvement 
Le Collège Boréal occupa également l'espace entre 1995 et 1997, le temps que se terminent les travaux concernant ses nouveaux locaux.
Après quelques rénovations, l'École secondaire du Sacré-Cœur ouvrit ses portes en 2003. La première année, les élèves provenaient de l'ancienne École secondaire catholique l'Héritage qui est depuis fermée.